# Egestorfer Stollen

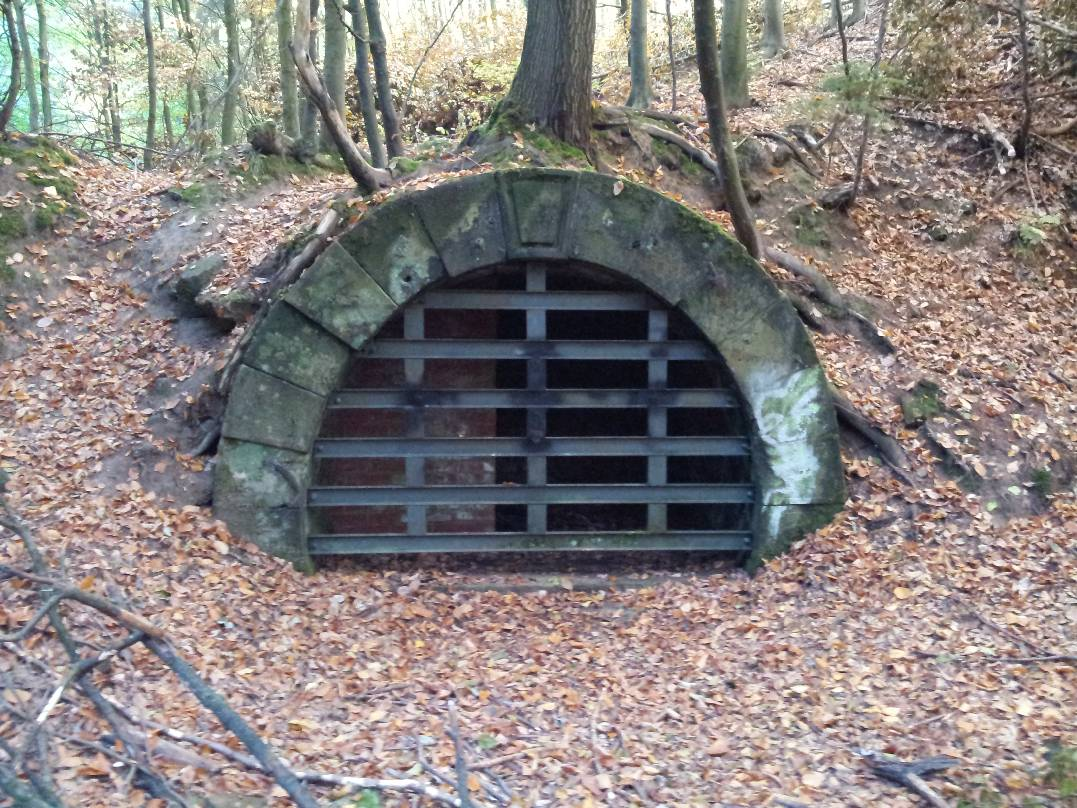
Mundloch des Egestorfer Stollens

Der Egestorfer Stollen ist ein als Baudenkmal geschützter ehemaliger Bergwerksstollen im Deister beim Barsinghäuser Stadtteil Egestorf in der Region Hannover. Er ist verschieden von dem ebenfalls in Egestorf liegenden Eisenbahnerstollen.

## Vorgeschichte

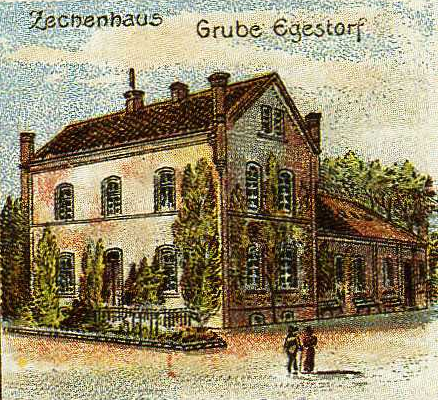
Zechenhaus der Grube Egestorf, spätestens 1898. Heute genutzt als Forsthaus Kniggenbrink

Schon 1639 war im Deister der Betrieb eines Kohlebergwerks nachweisbar. Im 19. Jahrhundert kam es an vielen Stellen zur Anlage neuer Bergwerke zur Förderung der in bis zu 100 cm mächtigen Flözen anzutreffenden Wealdenkohle.
Im Jahr 1845 begann die staatliche Bergadministration mit dem Bau eines Stollens im Stockbachtal an der Hohen Warte, nachdem im Jahr zuvor im unmittelbar angrenzenden Forstbezirk mit dem König-Wilhelm-Stollen ein schnell erfolgreiches privates Bergwerk eröffnet worden war.
Der Hohe-Warte-Stollen lag östlich der die Kohletransporte ermöglichenden Nienstedter Chaussee, heute ist diese die Landesstraße 401 zum Nienstedter Pass. Er wurde in den Folgejahren mit mehreren Einfahrtstrecken auf der Westseite der Chaussee ergänzt. Die gesamte Kohleförderung stieg bis auf 26.773 t im Jahr 1871, ging dann jedoch zurück.

## Der Egestorfer Stollen

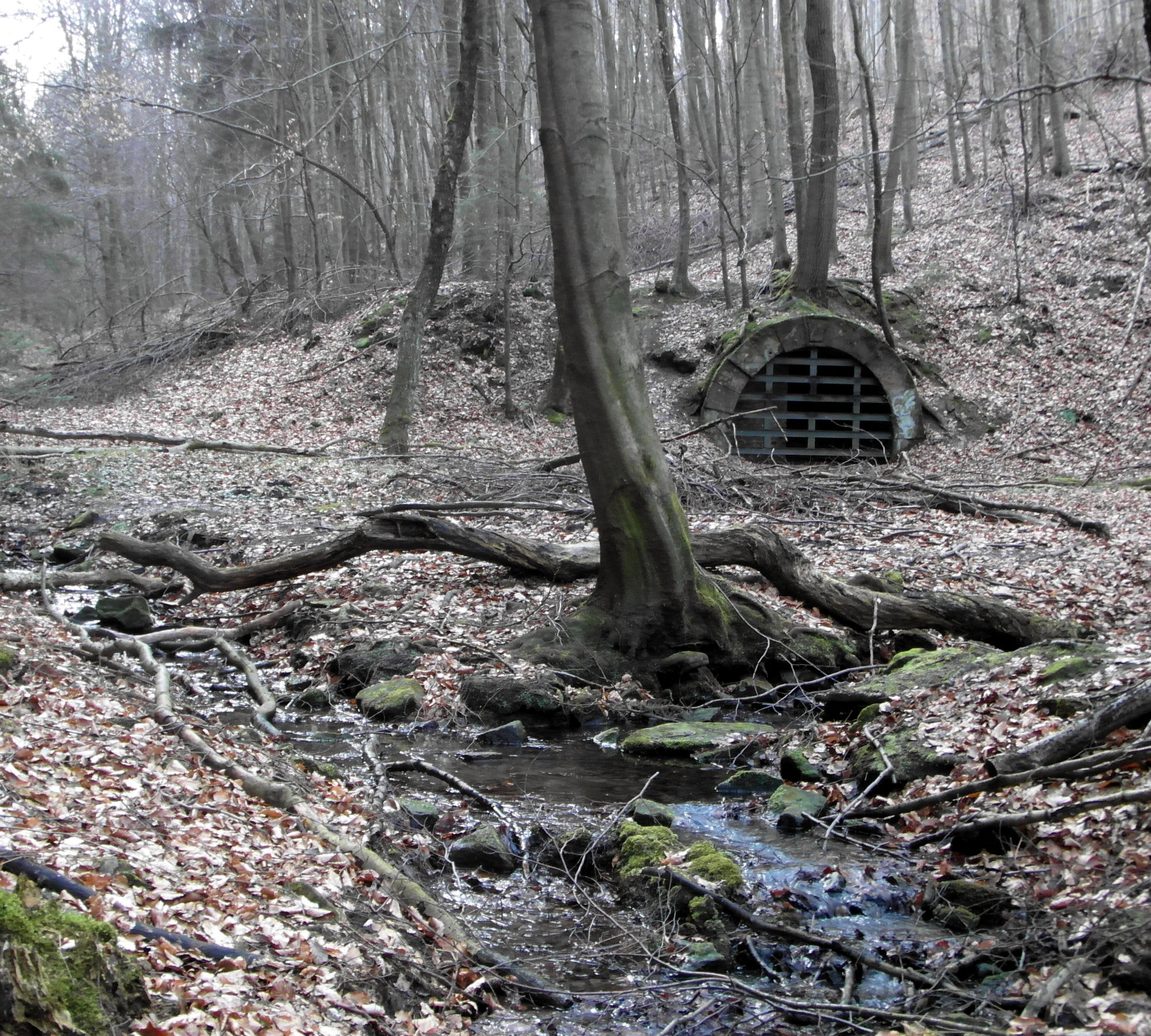
Der Egestorfer Stollen liegt nah am Stockbach

Um an weitere, tiefer liegende Kohlevorkommen zu gelangen, wurde ab Mai 1874 der Egestorfer Stollen vorgetrieben. Die Förderrechte für das Areal waren bereits 1854 für 30.717 Taler durch die Bergadministration ersteigert worden. Beim Mundloch am Stockbach musste für die nötigen Betriebsgebäude erst eine Fläche planiert werden. Nach 608 m Vortrieb wurde im Jahr 1876 ein 50 bis 63 cm mächtiges Flöz erschlossen.
Die Kohle wurde aus dem schließlich 720 m langen Stollen über einen Bremsberg und mit Hilfe von Pferden über 1,2 km zu einem Ladegleis an der 1872 eröffneten Deisterbahn geschafft und per Bahn abtransportiert. Im Jahr 1877 waren im Egestorfer Stollen 273 Bergleute beschäftigt. Die Fördermenge stieg bis 1883/84 auf 45.272 t und blieb bis 1897 etwa auf diesem Niveau, bis sie durch Erschöpfung der Vorräte zurückging und die Förderung nach insgesamt geförderten 1,3 Millionen Tonnen Kohle am 1. November 1898 vorerst eingestellt wurde. Der Egestorfer Stollen diente weiter zur Bewetterung des Klosterstollens, zu dem seit 1882 ein Durchschlag bestand.
In den Jahren 1914/15 bis 1920/21 wurde über den Egestorfer Stollen nochmals Kohle in Mengen von 50 bis 80 t jährlich gefördert.
Im Jahr 1983 scheiterte der Plan, den gut erreichbaren Egestorfer Stollen zu einem Besucherbergwerk auszubauen, da sich hier inzwischen Fledermäuse angesiedelt hatten. Stattdessen wurde der Klosterstollen Barsinghausen zum Besucherbergwerk.

## Weiterer Bergbau an der Hohen Warte
Ab 1919 begann auch an mehreren anderen Stellen an der Hohen Warte wieder die Kohleförderung. 1923 bis 1931 wurde zum Transport eine 600-mm-Schmalspurbahn genutzt, die von den Verladeplätzen an den Stollen zu einem Bremsberg führte, über den die Kohlenwagen zum Verladedamm an der Eisenbahnstrecke hinabgelassen wurden.
Die im Jahr 1922 bis auf 35.169 t gesteigerte Förderung ging jedoch bis auf 7056 t im Jahr 1930 zurück, so dass die Schmalspurbahn 1931 eingestellt und anschließend abgebaut wurde. Die Kohleförderung an der Hohen Warte und am Grünen Brink wurde 1942 ganz eingestellt. Die Kohle war seit dem Abbau der Bahngleise und Verladeeinrichtungen mittels Lastkraftwagen zum Zechengelände am Klosterstollen Barsinghausen transportiert worden.
In den Jahren 1955 und 1956 wurden die beiden Hoffmannsstollen bei und oberhalb des geschlossenen Hohe-Warte-Stollens aufgefahren und je zwei Jahre lang früher stehen gelassene Restfelder abgebaut.

## Sonstiges
Im Jahr 1880 wohnten 126 von 291 Bergleute der verschiedenen staatlichen Egestorfer Bergwerke und weitere des benachbarten privaten Bergwerks am Kniggenbrink in Wennigsen. Um sich den langen Weg zur Arbeitsstelle zu verkürzen, bauten ab 1875 einige von ihnen Häuser an der äußersten Gemarkungsgrenze Wennigsens zu Egestorf. Aus dieser Bergarbeitersiedlung entstand der heutige Wennigser Ortsteil Wennigser Mark.
In der Nähe des Egestorfer Stollens sind noch weitere von Fledermäusen genutzte Bergwerkstollen im Deister unter Schutz gestellt. Der König-Wilhelm-Stollen ist ein Naturdenkmal und der Obere Feldbergstollen bei Wennigsen ein FFH-Gebiet.

## Belege
1. 1 2 3 4 5 6  
Egestorf: Bergbau. www.barsinghausen.de, abgerufen am 22. Februar 2016.
2. 1 2 3 4  
Der Deister-Kohle-Pfad soll weiter ausgebaut werden. www.dewezet.de, 18. November 2009, archiviert vom Original am 13. August 2016; abgerufen am 22. Februar 2016.

Koordinaten: 52° 16′ 22,8″ N, 9° 29′ 52,8″ O